# Canton de Marines
Le canton de Marines est une ancienne division administrative française, située dans le département du Val-d'Oise et la région Île-de-France.

## Composition

### De 1833 à 1967 (Seine-et-Oise)
Communes de : Marines, Ableiges, Arronville, Avernes, Le Bellay-en-Vexin, Berville, Bréançon, Brignancourt, Chars, Cléry, Commeny, Condécourt, Cormeilles-en-Vexin, Courcelles-sur-Viosne, Épiais-Rhus, Frémainville, Frémécourt, Gadancourt, Gouzangrez, Grisy-les-Plâtres, Guiry, Haravilliers, Le Heaulme, Longuesse, Menouville, Montgeroult, Moussy, Neuilly-en-Vexin, Nucourt, Le Perchay, Sagy, Santeuil, Seraincourt, Théméricourt, Theuville, Us et Vigny.

### De 1967 à 2015 (Val-d'Oise)
Le canton de Marines comprenait dix-neuf communes jusqu'en mars 2015 :
| Nom                 | Code Insee | Intercommunalité              | Superficie (km2) | Population (dernière pop. légale) | Densité (hab./km2) |
| ------------------- | ---------- | ----------------------------- | ---------------- | --------------------------------- | ------------------ |
| Marines (chef-lieu) | 95370      | CC Vexin Centre               | 8,26             | 3 464 (2014)                      | 419                |
| Arronville          | 95023      | CC Sausseron Impressionnistes | 15,85            | 666 (2014)                        | 42                 |
| Le Bellay-en-Vexin  | 95054      | CC Vexin Centre               | 5,02             | 246 (2014)                        | 49                 |
| Berville            | 95059      | CC Vexin Centre               | 8,51             | 342 (2014)                        | 40                 |
| Bréançon            | 95102      | CC Vexin Centre               | 10,61            | 371 (2014)                        | 35                 |
| Brignancourt        | 95110      | CC Vexin Centre               | 3,06             | 196 (2014)                        | 64                 |
| Chars               | 95142      | CC Vexin Centre               | 16,71            | 2 081 (2014)                      | 125                |
| Cormeilles-en-Vexin | 95177      | CC Vexin Centre               | 9,56             | 1 291 (2014)                      | 135                |
| Épiais-Rhus         | 95213      | CC Sausseron Impressionnistes | 10,46            | 636 (2014)                        | 61                 |
| Frémécourt          | 95254      | CC Vexin Centre               | 4,28             | 556 (2014)                        | 130                |
| Grisy-les-Plâtres   | 95287      | CC Vexin Centre               | 7,15             | 632 (2014)                        | 88                 |
| Haravilliers        | 95298      | CC Vexin Centre               | 10,90            | 552 (2014)                        | 51                 |
| Le Heaulme          | 95303      | CC Vexin Centre               | 1,96             | 205 (2014)                        | 105                |
| Menouville          | 95387      | CC Sausseron Impressionnistes | 2,78             | 78 (2014)                         | 28                 |
| Moussy              | 95438      | CC Vexin Centre               | 4,75             | 136 (2014)                        | 29                 |
| Neuilly-en-Vexin    | 95447      | CC Vexin Centre               | 2,96             | 189 (2014)                        | 64                 |
| Nucourt             | 95459      | CC Vexin Centre               | 7,65             | 726 (2014)                        | 95                 |
| Santeuil            | 95584      | CC Vexin Centre               | 5,34             | 647 (2014)                        | 121                |
| Theuville           | 95611      | CC Vexin Centre               | 4,97             | 24 (2014)                         | 4,8                |

## Représentation

### Conseillers généraux de 1833 à 1967 (Seine-et-Oise) et de 1967 à 2015 (Val-d'Oise)
| Période | Période            | Identité                                                     | Étiquette                | Qualité |
| ------- | ------------------ | ------------------------------------------------------------ | ------------------------ | --- |
| 1833    | 1849 (décès)       | Athanase François Comte de Gouy d'Arsy                       |                          | Propriétaire, maire de Marines (1825-1849) commandant de la garde nationale de Marines de 1835 à 1849                                                  |
| 1849    | 1855               | Comte Alfred de Gouy d'Arsy                                  | Majorité dynastique      | Propriétaire à Marines Député (1852-1859) |
| 1855    | 1859               | Baron Louis Octave Aubourg de Boury                          |                          | Propriétaire du château, maire de Gadancourt |
| 1859    | 1864               | Vicomte Léon de Kersaint                                     |                          | Maire d'Us |
| 1864    | 1871               | Baron Louis Octave Aubourg de Boury                          |                          | Propriétaire du château, maire de Gadancourt |
| 1871    | 1874               | Comte Alfred de Gouy d'Arsy (fils d'Athanase de Gouy d'Arsy) |                          | Propriétaire, maire de Marines - Député au Corps législatif (1852-1858) Commandant de la Garde Nationale (1849) et de la compagnie de sapeurs pompiers |
| 1874    | 1883 (démission)   | Marie Alexandre Delacour                                     | Républicain              | Propriétaire-cultivateur à Gouzangrez, maire du Perchay                                                                                                |
| 1883    | 1904               | Louis Ernest Peyron                                          | Rad.                     | Médecin, directeur de l'Institut des sourds-muets de Paris                                                                                             |
| 1904    | 1910               | Edmond Carolus Delacour (fils de M.A. Delacour)              | Républicain              | Cultivateur, maire de Gouzangrez |
| 1910    | 1913 (décès)       | François Xavier Meynard                                      | Rad.                     | Médecin, maire de Marines |
| 1914    | 1928               | Victor François Tison                                        | Républicain Progressiste | Eleveur et marchand de vaches à Bréançon |
| 1928    | 1940               | Emmanuel Lelong                                              | RG                       | Agriculteur, maire de Le Perchay, propriétaire à Pontoise, conseiller d'arrondissement Nommé conseiller départemental en 1943                          |
|         |                    |                                                              |                          | |
| 1945    | 1951               | Edouard Renard                                               | MRP                      | Ancien conseiller d'arrondissement, propriétaire à Marines                                                                                             |
| 1951    | 1958               | Charles Faucheux                                             | RPF puis RS              | Propriétaire à Marines |
| 1958    | 1967               | Yves Le Coat de Kervéguen                                    | DVD puis UNR             | Gérant d'immeubles Député (1958-1962) Maire de Vigny (1953-2007) Elu en 1967 dans le Canton de Vigny                                                   |
| 1967    | 1992               | Jean-Marc Gernigon                                           | RI puis UDF-PR           | Avocat à la Cour d'Appel de Paris Maire de Nucourt (1959-1995)                                                                                         |
| 1992    | avril 2013 (décès) | Jean Pichery                                                 | UDF-PR puis UMP          | Maire de Cormeilles-en-Vexin (1971-2013) |
| 2013    | 2015               | Evelyne Bossu                                                | Divers droite            | Fonctionnaire à la Préfecture du Val-d'Oise Adjointe au Maire de Chars                                                                                 |

### Conseillers d'arrondissement (de 1833 à 1940)
Le canton de Marines avait deux conseillers d'arrondissement.
| Période                                  | Période | Identité                               | Étiquette | Qualité |
| ---------------------------------------- | ------- | -------------------------------------- | --------- | --- |
| 1833                                     | 1842    | Baptiste Alexandre Caffin (1785-1848)  |           | Cultivateur, maire de Cormeilles-en-Vexin (1841-1848)                                                       |
| 1833                                     | 1848    | Marie Yves Paulin Cailleux (1790-1870) |           | Ancien notaire, Marines                                                                                     |
| 1842                                     | 1874    | Nicolas Delacour (1792-1885)           |           | Cultivateur, maire de Gouzangrez                                                                            |
| 1874                                     | 1895    | Isidore André Monmirel (1839-1900)     |           | Cultivateur propriétaire, adjoint au maire de Théméricourt                                                  |
| 1895                                     | 1913    | Marie Joseph Daniaud                   |           | Notaire, maire de Cormeilles-en-Vexin                                                                       |
| 1913                                     | 1925    | Ernest Lempereur                       |           | Agriculteur, maire de Courcelles-sur-Viosne                                                                 |
| 1925                                     | 1928    | Emmanuel Lelong                        | RG        | Agriculteur, maire de Le Perchay, propriétaire à Pontoise                                                   |
| 1928                                     | 1940    | Edouard Renard                         | Radical   | Adjoint au maire de Marines                                                                                 |
| 1940                                     |         |                                        |           | Les conseils d'arrondissement ont été suspendus par la loi du 12 octobre 1940 et n'ont jamais été réactivés |
| Les données manquantes sont à compléter. |         |                                        |           | |

## Démographie
| 1962  | 1968  | 1975  | 1982  | 1990  | 1999   | 2006   | 2011   | 2012   |
| ----- | ----- | ----- | ----- | ----- | ------ | ------ | ------ | ------ |
| 7 240 | 7 551 | 8 028 | 8 511 | 9 853 | 11 406 | 12 033 | 12 469 | 12 711 |